# John Ortiz
John Ortiz, född 23 maj 1968 i Brooklyn, New York, är en amerikansk skådespelare.
Ortiz har bland annat medverkat i TV-serien Bad Monkey. Han har även medverkat i filmerna Ad Astra och Bumblebee.

## Filmografi (i urval)
- 2006 – Take the Lead
- 2007 – Aliens vs. Predator 2
- 2009 – Fast & Furious
- 2012 – Luck (TV-serie)
- 2012 – Du gör mig galen!
- 2014 – The Drop
- 2015 – Steve Jobs
- 2017 – Kong: Skull Island
- 2018 – Bumblebee
- 2019 – Ad Astra
- 2023 – Bad Monkey (TV-serie)
- 2024 – The Madness (TV-serie)
- 2025 – Nobody 2